# Saint-Gervais-les-Trois-Clochers
Saint-Gervais-les-Trois-Clochers è un comune francese di 1 342 abitanti situato nel dipartimento della Vienne nella regione della Nuova Aquitania.

## Società

### Evoluzione demografica
Abitanti censiti